# Comitato Olimpico delle Isole Vergini Britanniche
Il Comitato Olimpico delle Isole Vergini Britanniche (noto anche come British Virgin Islands Olympic Committee in inglese) è un'organizzazione sportiva olimpica, nata nel 1980 a Tortola, Isole Vergini Britanniche.
Rappresenta questa nazione presso il Comitato Olimpico Internazionale (CIO) dal 1982 ed ha lo scopo di curare l'organizzazione ed il potenziamento dello sport nelle Isole Vergini Britanniche e, in particolare, la preparazione degli atleti di questa nazione, per consentire loro la partecipazione ai Giochi olimpici. L'associazione è, inoltre, membro dell'Organizzazione Sportiva Panamericana.
L'attuale presidente dell'organizzazione è Ephraim Penn, mentre la carica di segretario generale è occupata da Dean Greenaway.